# Déviation de la Kander

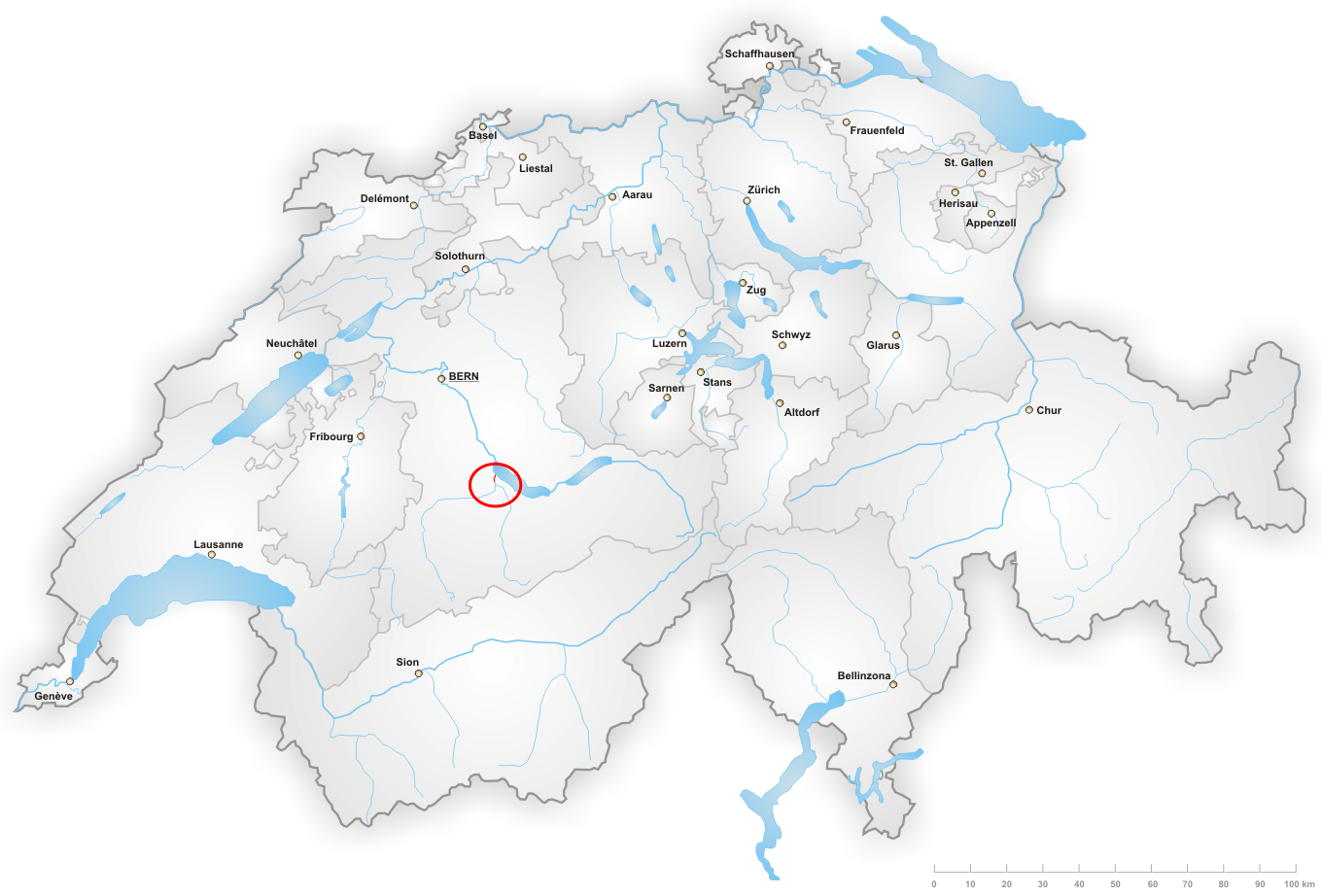
Situation de la zone de la déviation.

La déviation de la Kander est une opération d'aménagement du cours de la Kander, gros torrent descendant des Alpes dans la région du lac de Thoune, réalisée en Suisse entre 1711 à 1714 dans le but de préserver une région des crues.
Ces travaux ont constitué une première dans l'histoire des travaux hydrologiques réalisés en Suisse, mais à la suite d'une erreur dans l'exécution, la déviation de la Kander n'a pas eu que des effets positifs. Cependant cette erreur a, par la suite, servi de leçon dans plusieurs projets réalisés en Suisse, notamment pour la correction de la Linth ou la correction des eaux du Jura.

## Situation géographique

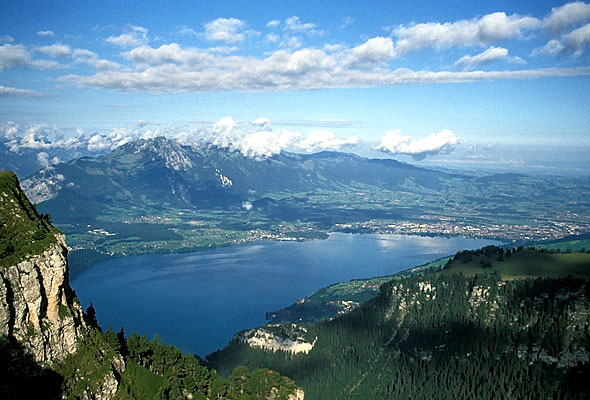
Le lac de Thoune avec la ville de Thoune à droite.

La Kander est un affluent de l'Aar sur sa rive gauche, l'Aar étant lui-même un affluent du Rhin. Elle prend sa source dans le glacier de Kanderfirn, massif de Blümlisalp, à environ 2 300 m d'altitude. Elle descend vers le plateau suisse en direction du nord-est. À proximité de Wimmis, la Kander reçoit les eaux de la Simme. Elle longe ensuite le lac de Thoune.
Avant les travaux de déviation, son cours continuait vers le nord-ouest pour rejoindre l'Aar, émissaire du lac de Thoune à environ 2,5 km en aval de Thoune. Depuis ces travaux, la Kander se jette par un canal dans le lac de Thoune quelques kilomètres après la confluence avec la Simme.
Jusqu'au XVIIIe siècle la Kander rejoint l'Aar en aval du lac de Thoune, certaines cartes, rares, du XVIe siècle montrent la Kander se jetant directement dans le lac de Thoune à hauteur de Strättligen. Il s'agit d'une erreur qui n'est plus présente dans les cartes du XVIIe siècle. Strättligen se trouve sur une petite crête sur la rive gauche du lac de Thoune à environ 50 mètres au-dessus du niveau du lac. C'est le point où la Kander longe le lac au plus près, environ 600 mètres.
La confluence de l'Aar et de la Kander était aussi le lieu de la confluence avec la Zulg, un torrent de montagne moins important que la Kander. La Kander était un affluent de l'Aar sur sa rive gauche et le Zulg sur la rive droite de l'Aar. Ainsi à certains moments, la Kander et la Zulg se gonflaient à la suite des fortes pluies, et charriaient de grandes quantités de débris divers. À la confluence, ces matériaux s'accumulaient et un barrage se formait, élevant le niveau de l'Aar en amont. Il en résultait des inondations dans toute la plaine entre cette confluence et le lac de Thoune dont le niveau montait aussi. Les villes de Thoune et d'Allmendingen étaient fréquemment inondées ainsi que les rivages du lac de Thoune.

## Histoire

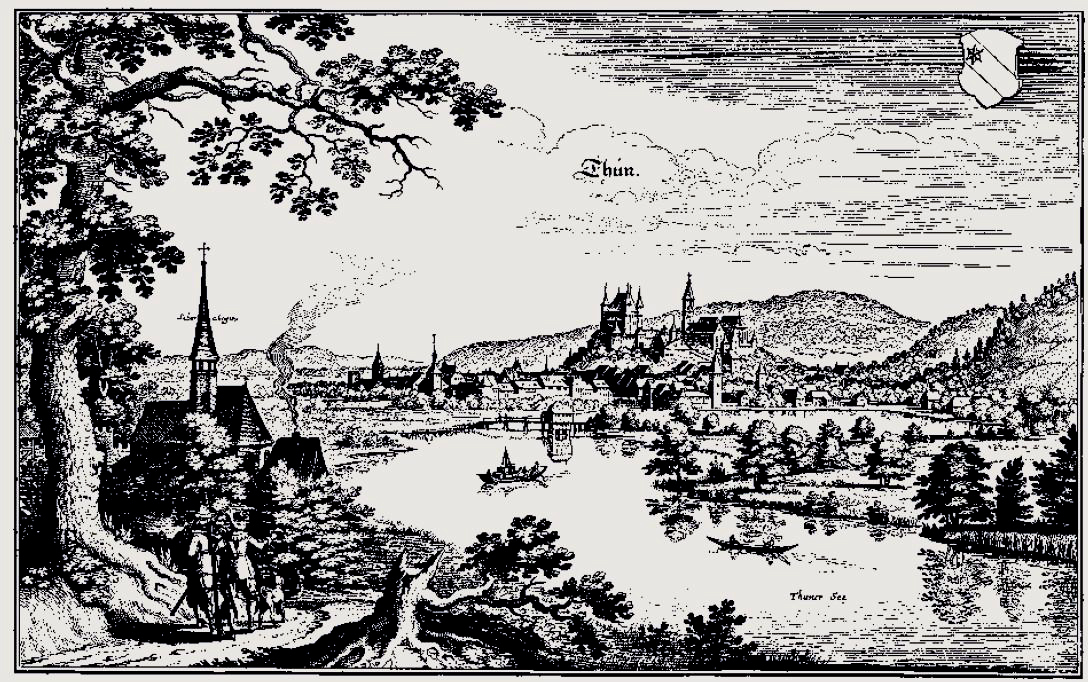
L'Aar sortant du lac de Thoune et passant dans Thoune, XVIIe siècle.

Les inondations provoquées par les crues de la Kander sont fâcheuses pour les habitants : les marécages se développent, avec pertes de récolte et épidémies comme la malaria. Selon Vischer, l'existence des forêts de la région est même menacée par les grandes quantités de bois nécessaires à l'édification et l'entretien des ouvrages de protection. Les crues de la Kander ont aussi des conséquences en aval sur le cours de l'Aar, ainsi des inondations dans les quartiers de la Matte et de Marzili à Berne sont mentionnées, avec un niveau maximal des hautes eaux supérieur de 3 mètres à celui de la fin du XXe siècle.
Selon Geiser, des demandes sont faites dès 1680 pour une déviation de la Kander à travers la colline de Strättligen. En 1695, Samuel Bodmer s'intéresse à la situation et achète un domaine à Amsoldingen.
En 1698, des communes adressent une requête au gouvernement bernois dans laquelle elles demandent de détourner la Kander dans le lac de Thoune. Une commission, créée en conséquence, donne un avis favorable un an plus tard. Il est cependant lié à la nécessaire construction d'écluses de régulation à Thoune et d'un canal d’évacuation des crues entre le lac et l'aval de Thoune.
De nombreuses personnes s'opposent cependant à ce projet : la ville de Thoune craint que les eaux sales de la Kander ne rendent impropre l'eau potable prise dans le lac, seule source d'eau potable pour son millier d'habitants ; Unterseen et Interlaken, plus en amont sur le lac, craignent des conséquences néfastes sur la pêche dans le lac. De par ces oppositions, une seconde commission travailla en 1703 sur le sujet, rendant finalement, elle aussi, un avis positif.

### Le plan de Samuel Bodmer

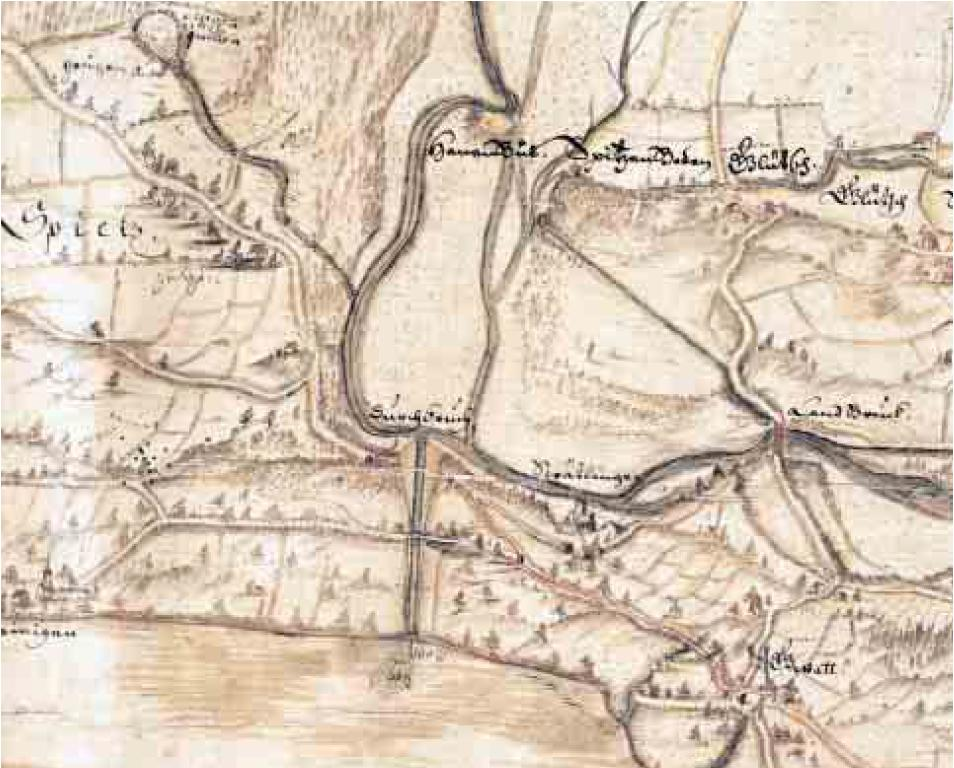
Extrait du plan de Samuel Bodmer, avec le lac en bas.

Une troisième commission, créée en 1710, a pour but une étude de faisabilité du projet. Dans cette commission figure notamment Samuel Bodmer, Emanuel Gross et Pietro Morettini. Elle conclut son travail par un plan et un devis. Le plan dessiné par Bodmer est intitulé Plan und Grundriss von dem so genannten Cander-Wasser. Le devis parle clairement de l'excavation du canal mais aussi du déplacement des moulins et de l'abaissement des seuils à Thoune. Selon Vischer en 2003, le fait que seul le creusement du canal ait été effectué reste inexpliqué.
Le plan présente la coupe de la colline de Strättligen, cette coupe mesure 340 mètres de long, 32 mètres de large (au fond du lit) et 50 mètres de profondeur. Dans cette coupe, le volume de matériaux à excaver est d'environ 300 000 m3. Cette partie est relativement plane avec une déclivité de 0,8 %, correspondant globalement à la pente moyenne de la Kander dans cette zone.
Le tronçon suivant entre la colline et le lac mesure 230 mètres de longueur et présente une très forte déclivité de 23 %. En déviant la Kander, la longueur totale de son cours est réduit d'environ huit kilomètres, d'où une forte différence d'altitude à compenser et donc cette forte déclivité. Dans ce plan, aucun ouvrage pour protéger cette section n'est mentionné. Selon Vischer, cette commission n'a probablement pas pensé au phénomène d'érosion dus à cette forte pente.

### Travaux de 1712 et 1714

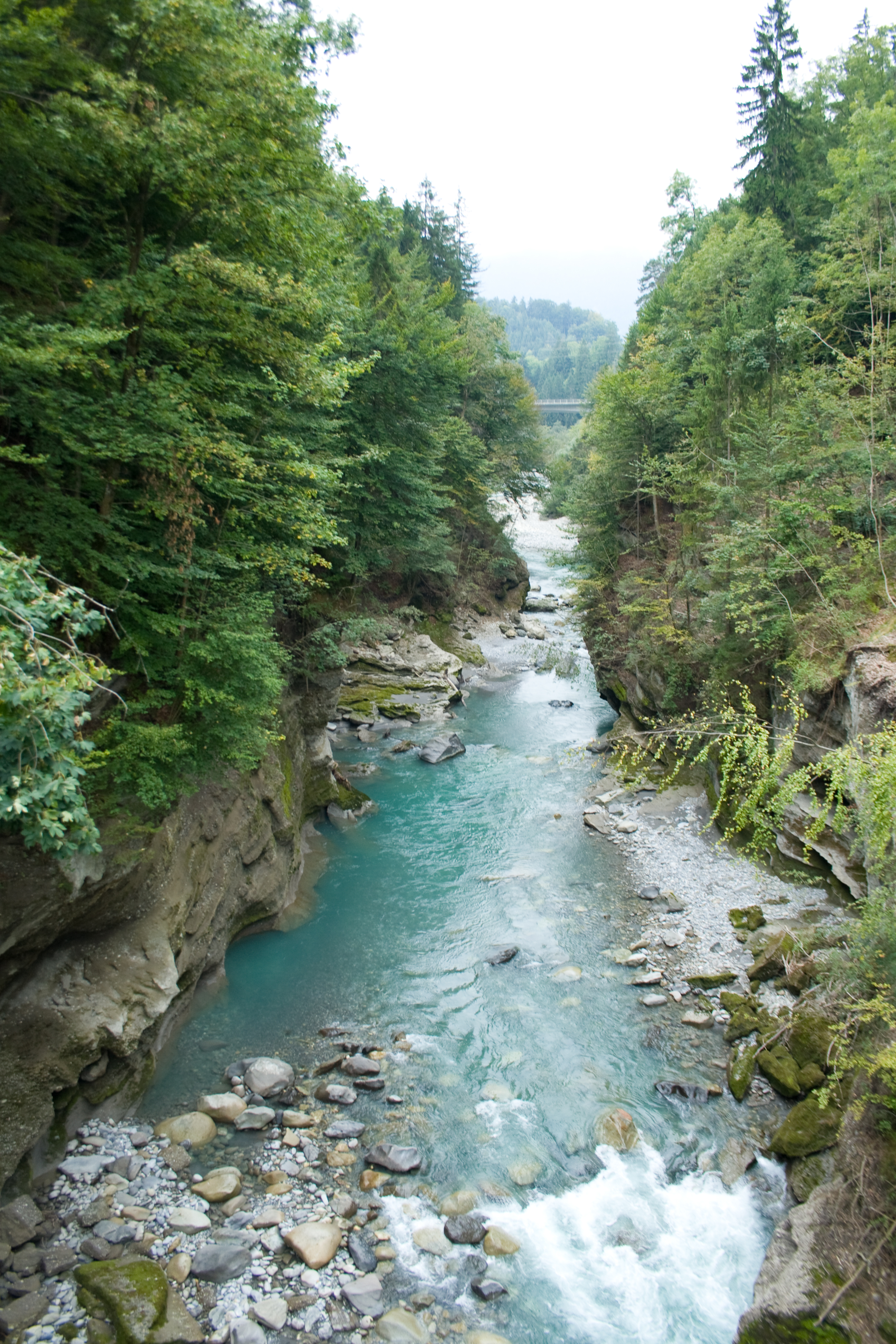
Le canal de déviation ; vue vers l'amont.

Le gouvernement bernois décide de lancer les travaux en 1711. Il fonde un « Comité directeur directeur de la Kander » afin de superviser les travaux. Samuel Bodmer préside ce comité. Les travaux débutent malgré des protestations émises par la ville de Thoune. Pour la réalisation de ce chantier, le comité dispose de plusieurs centaines d'ouvriers régis par une organisation militaire avec des chefs d’équipes (caporaux) et des ouvriers qualifiés. Le comité dispose aussi d'un aumônier, d'un porte-drapeau, de musiciens, de policiers et de gardes. Les travaux sont réalisés sans machines de chantier, avec des pelles, des pioches et des brouettes.
La seconde guerre de Villmergen qui se déclare en mai 1712 dans le Toggenburg stoppe les travaux au bout d'une année alors qu'un tiers du volume de matériaux est déjà excavé. Bodmer ainsi que tout son personnel sont mobilisés pour la construction de fortifications de campagne au Brünig.
Une fois cet épisode terminé, des doutes sont soulevés au sujet de la méthode employée pour la déviation de la Kander. La direction des travaux est transmise à Samuel Jenner, préconisant un style minier pour le percement de la colline de Strättligen. Au printemps 1713, le percement de la galerie débute. Ce travail nécessite la présence de quatre à seize ouvriers. Les documents de l'époque font état d'un étayage en bois mais pas de travaux de maçonnerie. Ce percement se termine à la fin de l'année de 1713.
Au printemps 1714, Emamuel Gross, membre du « Comité directeur directeur de la Kander » demande que les travaux soient arrêtés. Il prend ses distances par rapport au comité et aux travaux. Gross déclare : « Il devrait bientôt s'avérer, que les lois éternelles de la nature ne se laissent pas fléchir par les délibérations des Souverains Seigneurs et des Grands de Berne, et que la catastrophe est inévitable. En particulier, on n'aurait pas dû amener les énormes masses d'eau de torrents sauvages dans le lac de Thoune sans veiller préalablement à ce que son exutoire soit approprié! »
À la mi-mai 1714, le Comité directeur de la Kander renonce à l'excavation complète de la galerie et décide de détourner la Kander dans son nouveau cours. Il est prévu que la Kander ne soit pas totalement détournée mais qu'une partie de son flot emprunte le nouveau cours qui doit servir à soulager la Kander lors des crues. Cependant, au cours de l'été suivant, la Kander commence à creuser et élargir le canal à forte pente entre la galerie et le lac de Thoune. C'est une érosion régressive, c'est-à-dire que la rivière creuse son lit de plus en plus en amont. Ce phénomène prend de telles proportions que la Kander se situe très vite en dessous des niveaux établis par le projet. À la mi-août 1714, la Kander n'emprunte déjà plus son ancien cours et le lit s'assèche. En 1716, le nouveau lit se trouve à 27 mètres sous le niveau prévu.

### Conséquences

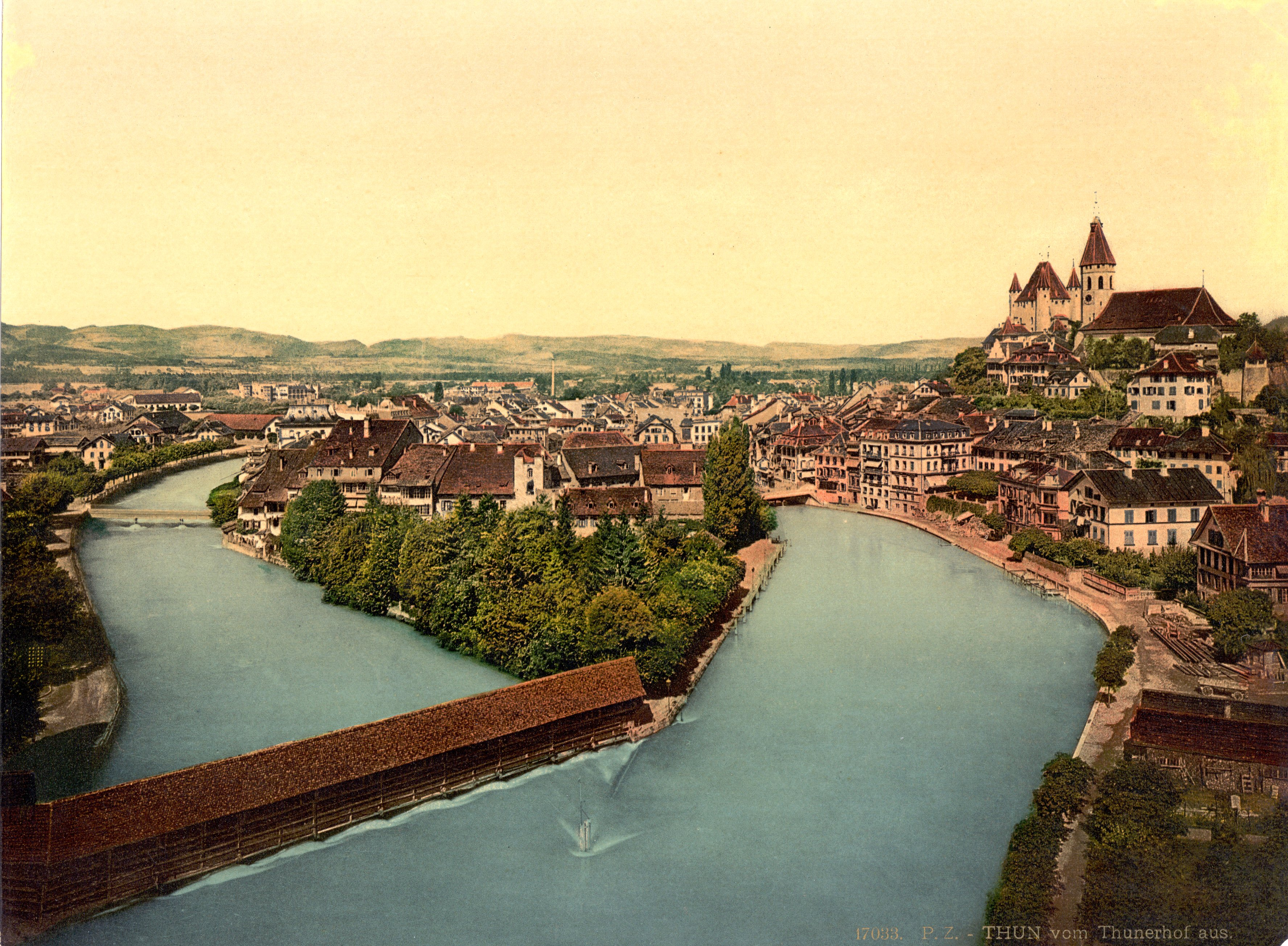
Thoune et les deux bras de l'Aar (document de 1900).

De par ces travaux, le débit entrant dans le lac de Thoune augmente de 60 %, cependant l'exutoire du lac n'a pas été aménagé pour accueillir ce débit supplémentaire. Les conséquences apparaissent très vite. En août 1714, des plaintes émanent de Thoune où le lac inonde les environs de la ville. Des inondations de plusieurs jours sont mentionnées en juin 1715, juillet 1718, juin et décembre 1720.
En 1720, 200 habitants de Thoune vont à Berne pour faire part de leur détresse. Les autorités bernoises approuvent un projet d'Emanuel Gross : « Projet permettant de prévenir l'inondation de Thoune et des communes lacustres de ce lieu ».
Thoune est située sur le cours de l'Aar à la sortie du lac de Thoune. Avant les travaux de déviation de la Kander, l'Aar passe à Thoune en laissant le cœur de la ville sur sa rive gauche. De l'autre côté de la ville se trouve un fossé dans lequel il arrive à l'Aar de s'étendre lors d'inondations. Après 1714 et le changement de cours de la Kander, les deux chenaux de l'Aar dans Thoune ne sont plus assez grands pour permettre aux hautes eaux de passer. Ainsi, à chaque inondations des maisons situées en bordure du fossé se retrouvent avec de l'eau jusqu'au premier étage. En prenant connaissance de cela, le gouvernement bernois achète les moulins situés sur l'Aar et les fait détruire. L'écoulement de l'Aar s'accélère dans la partie urbaine, cependant cette augmentation du débit provoque l'érosion des berges et l'affouillement des piliers des ponts. La Sinnebrücke et plusieurs maisons s'écroulent.

### Travaux à Thoune à partir de 1720

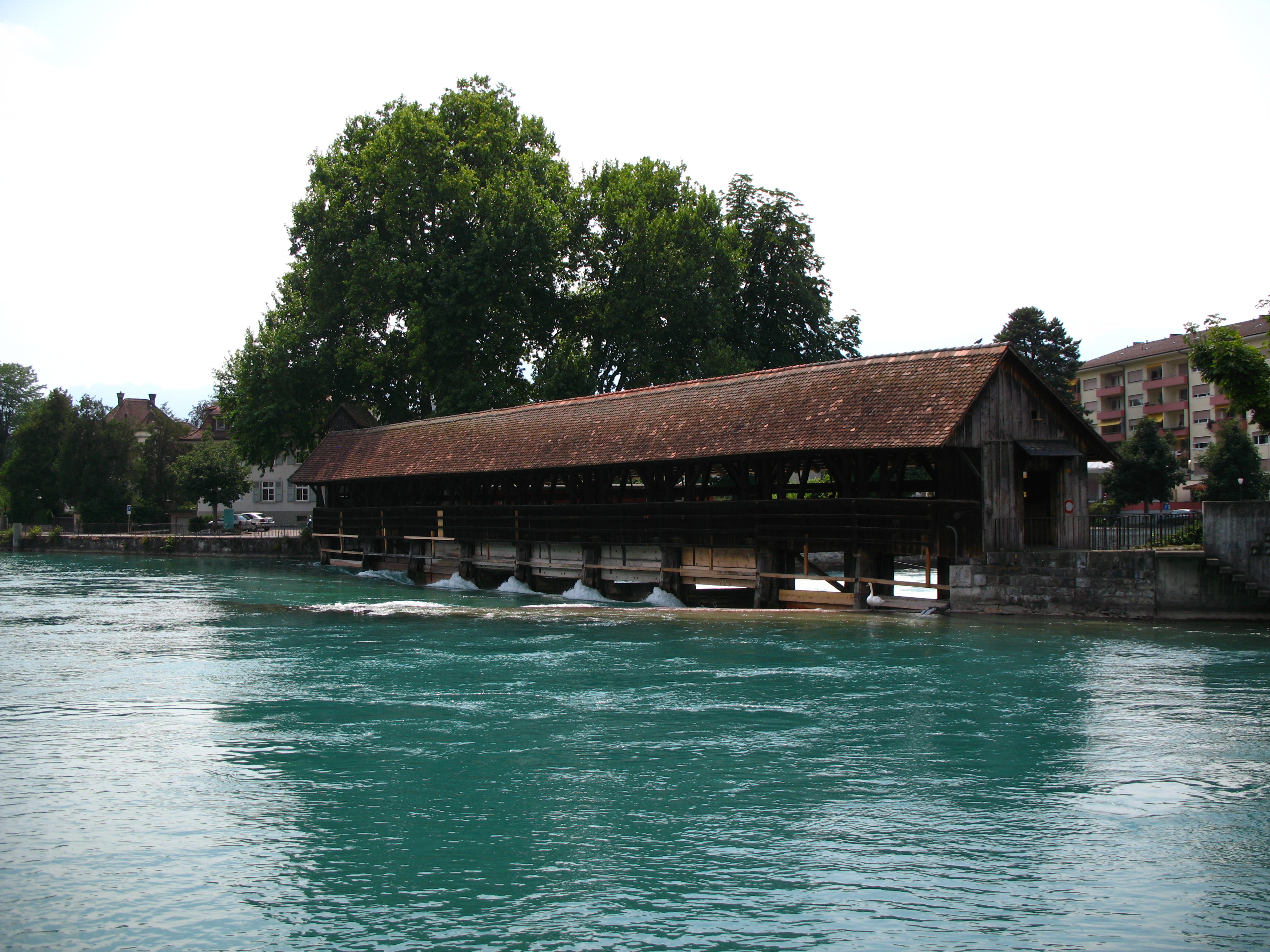
Barrage de régulation à Thoune.

Selon le projet de Gross de 1720, le fossé est élargi et approfondi ; il est appelé « Nouvelle Aar » ou « Aar externe » en opposition à l'Aar interne de l'autre côté de la ville. Le lit de l'Aar est élargi de Thoune à Uttigen. Enfin, les seuils des moulins sont remplacés par des écluses devant réguler l'écoulement. L'écluse de l'Aar interne, constituée de cinq vannes levantes, est construite en 1726 ; elle est reconstruite en 1788 et révisée en 1818. Sur l'Aar externe, une écluse de dix vannes levantes est construite aussi en 1726 ; elle est entièrement reconstruite en 1818 selon des plans de Johann Gottfried Tulla et Hans Conrad Escher.
Ces nouvelles installations ont permis de résoudre les problèmes liés à l'augmentation du débit sortant du lac.

## Situation au début duXXIesiècle
Au début du XXIe siècle, le système, conçu près de 300 ans plus tôt, est toujours opérationnel, et n'a pas été mis en cause par de grosses inondations, bien qu'en 1999 de fortes précipitations aient provoqué des inondations dans toute la Suisse et dans le secteur du lac de Thoune.

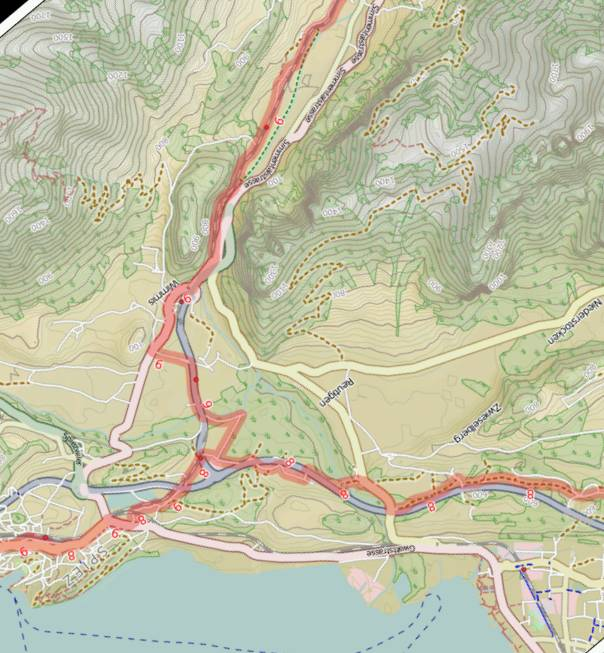
Situation actuelle, avec un delta apparu au débouché de la Kander sur le lac.